# Kathryn Kusner
Kathryn Hallowell „Kathy“ Kusner (* 21. März 1940 in Gainesville, Florida) ist eine US-amerikanische Springreiterin. Sie war eine der ersten Frauen die für die Vereinigten Staaten international antrat, die erste lizenzierte Jockey in den Vereinigten Staaten und die erste Frau, die bei Olympischen Sommerspielen eine Medaille im Reiten gewann.

## Sportlaufbahn
Im Gegensatz zu vielen anderen erfolgreichen Reiterinnen stammt Kusner nicht aus einer mit dem Reitsport verbundenen Familie. Ihre Mutter war Lehrerin und ihr Vater Pilot bei der Air France. Sie verbrachte ihre gesamte Freizeit in Pferdeställen. Im Alter von 16 begann sie Flachrennen zu reiten. 1958, als sie 18 war, wurde Kusner zu den United States Equestrian Team Trials eingeladen. 1960 wurde sie als Reiterin des Jahres geehrt. 1961 wurde sie Mitglied des United States Equestrian Team (USET).
1967 beantragte sie die Jockey-Lizenz bei der Maryland Racing Commission, wurde aber abgewiesen, weil sie eine Frau war. In einem Interview sagte Kusner, sie hätte nie darüber nachgedacht eine Frau zu sein, bis es an der Zeit war die Jockey-Lizenz zu beantragen. Zu dieser Zeit war Kusner eine international bekannte und erfolgreiche Reiterin, ohne die Jockey-Lizenz konnte sie jedoch nicht an hochklassigen amerikanischen Rennen teilnehmen. Kusner ging vor Gericht und 1968 sprach der Circuit Court of Prince Georges County ihr aufgrund des Civil Rights Act of 1964 die Lizenz zu. So wurde Kusner im Oktober 1968 die erste lizenzierte Jockey in den Vereinigten Staaten.
Sie ritt Rennen in den Vereinigten Staaten, Kanada, Chile, Peru, Panama, Mexiko, Kolumbien, Südafrika und Rhodesien. Sie war die erste Frau, die am Maryland Hunt Cup, einem der härtesten Hindernisrennen teilnahm.
Sie arbeitete als Stuntfrau für den Disney-Film The Horse in the Gray Flannel Suit von 1968.
Mit der US-amerikanischen Equipe gewann sie bei den Panamerikanischen Spiele 1963 im Springreiten die Goldmedaille und bei den Panamerikanischen Spielen 1967 die Silbermedaille. Sie nahm mit Untouchable an den Olympischen Sommerspielen 1964 in Tokyo und den Olympischen Sommerspielen 1968 in Mexiko teil. Auf Fleet apple gewann sie mit der Equipe die Silbermedaille bei den Olympischen Sommerspielen 1972 in München. Sie wurde damit die erste US-Amerikanerin, die in einem Reitwettbewerb eine Medaille gewann.
1990 wurde sie in die The Show Jumping Hall of Fame aufgenommen.

## Weitere Laufbahn
Kusner arbeitete als Beraterin im Pferdesport, national und international als Parcoursbauerin, als Fernsehkommentatorin und Autorin bei Pferdezeitschriften. Es wurden zahlreiche Bücher, Fernsehbeiträge Zeitschriftenartikel über sie verfasst. Sie ist international als Ausbilderin im Springreiten tätig.
Kusner war eine lizenzierte Pilotin für Lear Jets (Lear 23 und 24) und arbeitete als Pilotin für die Chartergesellschaft Executive Jet Aviation.
Sie war Kunstfliegerin, Taucherin und Marathonläuferin. Sie lief 122 Marathons und nahm bis September 2014 an 73 Ultramarathons teil. Davon verliefen 20 Rennen über eine Distanz von mindestens 50 Meilen. 1997 beendete sie das Vermont 100 Mile Endurance Race in 27 Stunden 37 Minuten.
1999 gründete sie die Wohltätigkeitsorganisation Horses for the Hood, die benachteiligten Jugendlichen Zugang zum Pferdesport ermöglicht.